# Trinidad e Tobago ai Giochi della XXIX Olimpiade
Trinidad e Tobago ha partecipato ai Giochi della XXIX Olimpiade di Pechino, svoltisi dall'8 al 24 agosto 2008, con una delegazione di atleti.

## Medaglie
| Medaglia | Atleta                                                        | Sport            | Evento                         |
| -------- | ------------------------------------------------------------- | ---------------- | ------------------------------ |
| Argento  | Richard Thompson                                              | Atletica leggera | 100 metri piani maschili       |
| Oro      | Keston Bledman Marc Burns Emmanuel Callander Richard Thompson | Atletica leggera | Staffetta 4x100 metri maschile |

## Atletica leggera
| Gara              | Atleta                                                                        | Batterie | Batterie | Quarti | Quarti | Semifinali | Semifinali | Finale | Finale |
| Gara              | Atleta                                                                        | Tempo    | Pos.     | Tempo  | Pos.   | Tempo      | Pos.       | Tempo  | Pos.   |
| ----------------- | ----------------------------------------------------------------------------- | -------- | -------- | ------ | ------ | ---------- | ---------- | ------ | ------ |
| 100 m             | Darrel Brown                                                                  | 10"22    | 3        | 10"93  | 8      |            |            |        |        |
| 100 m             | Marc Burns                                                                    | 10"46    | 2        | 10"05  | 1      | 9"97       | 3          | 10"01  | 7      |
| 100 m             | Richard Thompson                                                              | 10"24    | 1        | 9"99   | 1      | 9"93       | 2          | 9"89   |        |
| 200 m             | Aaron Armstrong                                                               | 20"57    | 1        | 20"58  | 5      |            |            |        |        |
| 200 m             | Rondell Sorillo                                                               | 20"58    | 1        | 20"63  | 4      |            |            |        |        |
| 400 m             | Ato Modibo                                                                    |          |          | 25"63  | 5      |            |            |        |        |
| 400 m             | Renny Quow                                                                    |          |          | 45"13  | 2      | 44"82      | 4          | 45"22  | 7      |
| 110 m ostacoli    | Mekil Thomas                                                                  | 13"69    | 6        | 13"62  | 6      |            |            |        |        |
| Staffetta 4x100 m | Keston Bledman Marc Burns Emmanuel Callender Richard Thompson Aaron Armstrong |          |          |        |        | 38"26      | 1          | 38"06  |        |
| Staffetta 4x400 m | Ato Modibo Jovon Toppin Cowin Mills Stan Waithe                               |          |          |        |        | 3'04"12    | 5          |        |        |

| Gara              | Atleta                                                          | Batterie | Batterie | Quarti | Quarti | Semifinali   | Semifinali   | Finale | Finale |
| Gara              | Atleta                                                          | Tempo    | Pos.     | Tempo  | Pos.   | Tempo        | Pos.         | Tempo  | Pos.   |
| ----------------- | --------------------------------------------------------------- | -------- | -------- | ------ | ------ | ------------ | ------------ | ------ | ------ |
| 100 m             | Kelly-Ann Baptiste                                              | 11"39    | 2        | 11"42  | 6      |              |              |        |        |
| 100 m             | Semoy Hackett                                                   | 11"53    | 4        | 11"46  | 6      |              |              |        |        |
| 100 m             | Sasha Springer-Jones                                            | 11"55    | 5        | 11"71  | 8      |              |              |        |        |
| 100 m ostacoli    | Aleesha Barber                                                  |          |          | 13"01  | 4      |              |              |        |        |
| 400 m ostacoli    | Josanne Lucas                                                   |          |          | 57"76  | 6      |              |              |        |        |
| Staffetta 4x100 m | Wanda Hutson Kelly-Ann Baptiste Ayanna Hutchinson Semoy Hackett |          |          |        |        | non concluso | non concluso |        |        |

| Gara                | Atleta                | Qualificazioni | Qualificazioni | Finale | Finale |
| Gara                | Atleta                | Misura         | Pos.           | Misura | Pos.   |
| ------------------- | --------------------- | -------------- | -------------- | ------ | ------ |
| Salto in lungo      | Rhonda Watkins        | 5,88 m         | 18             |        |        |
| Getto del peso      | Cleopatra Borel-Brown | 17,96 m        | 7              |        |        |
| Lancio del martello | Candice Scott         | 69,03 m        | 19             |        |        |

## Nuoto
| Gara                        | Atleta            | Batterie | Batterie | Semifinali | Semifinali | Finale | Finale |
| Gara                        | Atleta            | Tempo    | Pos.     | Tempo      | Pos.       | Tempo  | Pos.   |
| --------------------------- | ----------------- | -------- | -------- | ---------- | ---------- | ------ | ------ |
| 50 m stile libero maschili  | George Bovell     | 21"77    | 5        | 21"86      | 11         |        |        |
| 100 m stile libero maschili | George Bovell     | 48"83    | 20       |            |            |        |        |
| 200 m misti maschili        | Nicholas Bovell   | 2'03"90  | 36       |            |            |        |        |
| 50 m stile libero femminili | Sharntelle McLean | 26"19    | 39       |            |            |        |        |

## Tennis tavolo
| Gara             | Atleta           | Preliminari                                       | Turno 1 | Turno 2 | Turno 3 | Turno 4 | Quarti | Semifinali | Finale |
| ---------------- | ---------------- | ------------------------------------------------- | ------- | ------- | ------- | ------- | ------ | ---------- | ------ |
| Singolo maschile | Dexter St. Louis | Zhang Peng (Canada) 0-4 (11-6, 11-7, 12-10, 11-4) |         |         |         |         |        |            |        |

## Tiro
| Gara                        | Atleta       | Qualificazioni | Qualificazioni | Finale    | Finale       | Finale |
| Gara                        | Atleta       | Punteggio      | Pos.           | Punteggio | Punt. totale | Pos.   |
| --------------------------- | ------------ | -------------- | -------------- | --------- | ------------ | ------ |
| Pistola 10 m aria compressa | Roger Daniel | 571            | 37             |           |              |        |